# ريتشارد باخ
ريتشارد باخ (بالإنجليزية: Richard Bach)‏ (و. 1936  م) هو ضابط، وروائي، وطيار، وكاتب، وفيلسوف، من الولايات المتحدة، ولد في أوك بارك.

## التعليم
تعلم في جامعة كاليفورنيا الحكومية في لونغ بيتش.

## الخدمة العسكرية
خدم في القوات الجوية الأمريكية.

## وصلات خارجية
- ريتشارد باخ على موقع IMDb (الإنجليزية)
- ريتشارد باخ على موقع ميوزك برينز (الإنجليزية)
- ريتشارد باخ على موقع إن إن دي بي (الإنجليزية)
- ريتشارد باخ على موقع ديسكوغز (الإنجليزية)